# Centre clinique et hospitalier de Zemun
Le centre clinique et hospitalier de Zemun (en serbe cyrillique : Клиничко-болнички центар Земун ; en serbe latin : Kliničko-bolnički centar Zemun ; en abrégé : KBC Bežanijska kosa) est un hôpital public situé à Belgrade, la capitale de la Serbie, dans la municipalité urbaine de Zemun. Son origine remonte à la seconde moitié du XVIIIe siècle.
Le centre est situé à proximité immédiate du Gradski park, le « parc municipal », qui se trouve dans le centre historique de Zemun.

## Historique et présentation

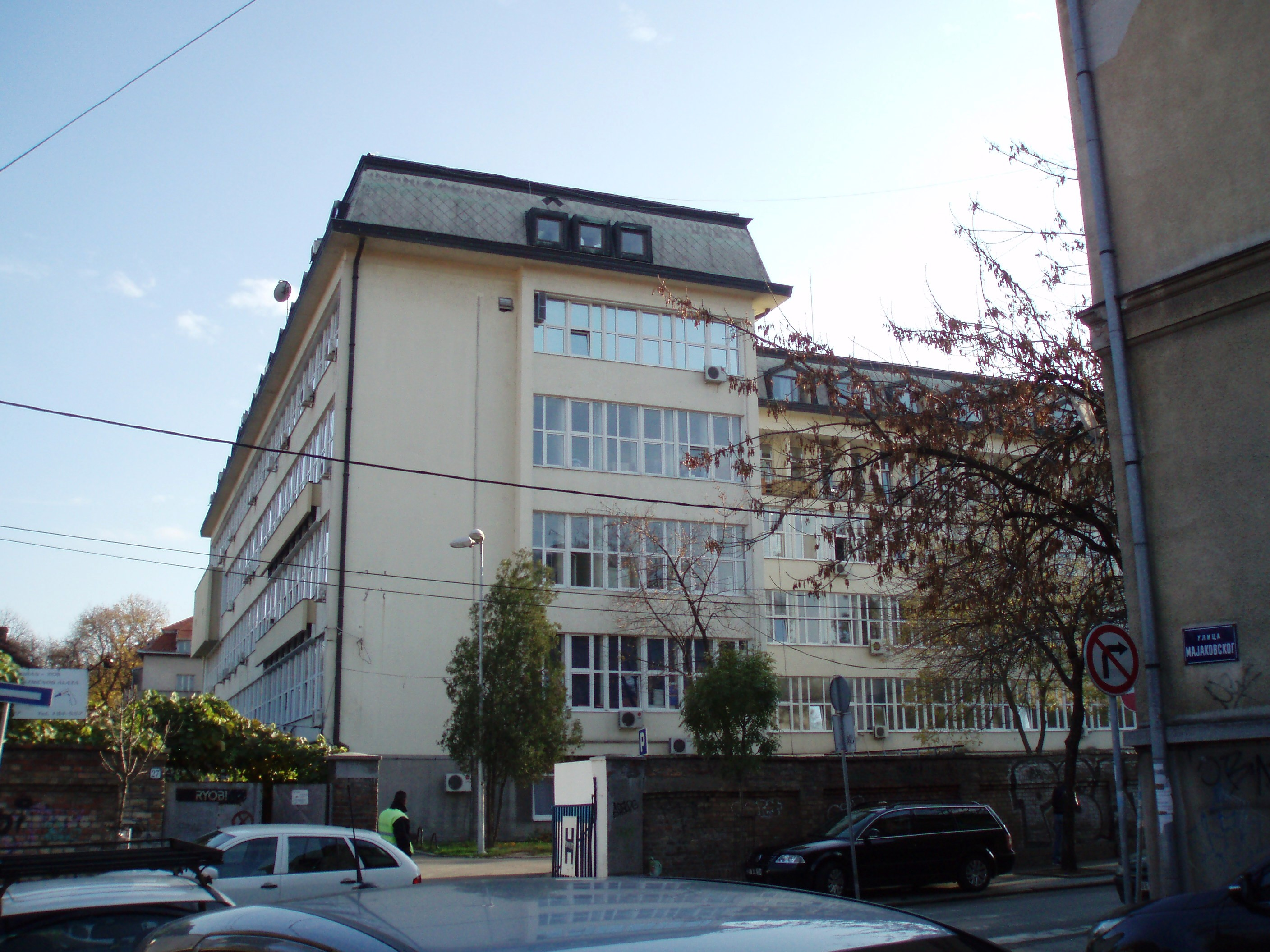
Partie récente

L'origine de l'hôpital remonte au milieu du XVIIIe siècle, avec la création d'un premier établissement dépendant de la paroisse catholique de Zemun ; il fut installé dans la maison du brasseur Kristof Fichtner mais le lieu se révéla rapidement inadapté et la maison fut vendue en 1773. Avec l'argent de la vente augmenté de dons, un nouvel établissement fut construit en 1775 ; il comptait alors quatre chambres et une cuisine ; le bâtiment de cette époque, qui servit jusqu'en 1893, existe encore aujourd'hui, à l'angle des rues Bežanijska et Majakovskog. La date du 25 février 1784 marque la naissance de l'hôpital moderne, avec la décision du maire de Zemun de créer un établissement plus vaste, ouvert à toutes les confessions religieuses.
Aujourd'hui le centre dispose de 684 lits. Il emploie 1 100 personnes, dont 220 médecins ; chaque année, près de 20 000 patients viennent s'y faire soigner ; plus de 30 % des malades traités sont extérieurs à la ville de Belgrade : ils viennent du reste de la Serbie, du Monténégro, de la république serbe de Bosnie et du district de Brčko.

## Services
Parmi les services disponibles dans le centre hospitalier, on peut citer ceux de chirurgie et de neurochirurgie, de traumatologie, d'urologie, d'oto-rhino-laryngologie et de chirurgie maxillo-faciale, de gynécologie et d'obstétrique, de cardiologie, de gastro-entérologie, de néphrologie, de pneumologie, de gérontologie et de neurologie ; il abrite également un département de pédiatrie.
Il dispose aussi d'un laboratoire d'analyses médicales, d'un service d'imagerie médicale, d'un centre de médecine physique et de réadaptation avec un secteur de rhumatologie, d'un service d'anesthésie et de réanimation, d'une pharmacie et d'un centre de transfusion sanguine.

## Transports
L'hôpital est accessible par plusieurs lignes de bus de la société GSP Beograd, soit les lignes 15 (Zeleni venac - Zemun Novi Grad), 45 (Novi Beograd Blok 44 – Zemun Novi Grad), 81 (Novi Beograd Pohorska – Ugrinovački put – Altina I) et 81L (Novi Beograd Pohorska – Dobanovački put – Altina I).